# Luis Enrique Rojas Ruiz
Luis Enrique Rojas Ruiz (Mérida, 31 de agosto de 1968) es un obispo católico venezolano, fue Obispo Auxiliar de Mérida y actual obispo de la Diócesis de Punto Fijo.

## Biografía
Sus estudios primarios los realizó en su ciudad natal, al terminar el bachillerato, ingresó al Seminario San Buenaventura de Mérida donde estudió filosofía y teología.
Estudió en la Pontificia Universidad Lateranense de Roma obteniendo el título de Licenciado en Teología Pastoral, tiene también una Maestría en Psicología y Consulta en el Ateneo Pontificio Regina Apostolorum en Roma; y en Venezuela en su ciudad natal realizó estudios en especialización de Administración Eclesiástica en la Universidad de los Andes en Mérida.

## Sacerdocio
Fue ordenado Presbítero por el Excmo. Mons. Baltazar Porras, Arzobispo de Mérida el 11 de septiembre de 1999.

### Cargos como presbítero
- Vicario de la parroquia de Nuestra Señora de la Regla.
- Vicario parroquial de la Parroquia Santiago Apóstol de Lagunillas.
- Vicario parroquial de Santa Rita del Pueblo Nuevo del Sur.
- Párroco de Santo Domingo de Guzmán.
- Administrador de la parroquia "Nuestra Señora de la Candelaria" en las Piedras.
- Formador del Seminario Mayor "San Buenaventura" de Mérida.
- Párroco de Nuestra Señora del Carmen" Canaguá.
- Párroco Nuestra Señora de la Asunción de Mérida.
- Formador de Introductorio del Seminario "San Buenaventura" de Mérida.
- Viceministro del prematrimonial Escuela de Pastoral Familiar de la Arquidiócesis.
- Asesor Espiritual de los Encuentros Familiares de Venezuela en la Región de Santiago El Menor.
- Rector del Santuario "San Buenaventura" Ejido.
- Director de "Radio Libertad" de Canaguá.
- Párroco de la "catedral Inmaculada Concepción" Mérida.

## Episcopado

### Obispo auxiliar de Mérida
El 19 de junio de 2017, el Papa Francisco lo nombró IV Obispo Titular de Unizibira y Obispo Auxiliar de la Arquidiócesis de Mérida.
El Arzobispo de Mérida le impone el solideo de obispo ese mismo día a las 10:00 de la mañana en el palacio Arzobispal
Fue ordenado obispo el 29 de septiembre de 2017 en la Catedral basílica menor de la Inmaculada Concepción (Mérida). El cardenal Baltazar Enrique Porras Cardozo, arzobispo de Mérida, fue el ordentante principal; con Mons. José Luis Azuaje Ayala, obispo de Barinas, y Mons. Alfredo Enrique Torres Rondón, obispo de San Fernando de Apure, como co-ordenantes.

### Obispo de Punto Fijo
El 12 de julio de 2023, el Papa Francisco lo nombró III Obispo de la Diócesis de Punto Fijo.
Tomó posesión canónica en las afueras de la Catedral Nuestra Señora de Coromoto, en Punto Fijo, el 22 de septiembre de 2023.